# Jaime Bayly
Jaime Bayly (* 19. února 1965 Lima) je peruánský spisovatel a televizní osobnost.

## Romány
- 1994 – No se lo digas a nadie, Seix Barral
- 1995 – Fue ayer y no me acuerdo, Seix Barral (en Perú: Peisa, 1996)
- 1996 – Los últimos días de 'La Prensa', premio Arzobispo Juan de San Clemente, Santiago de Compostela, 1996; Seix Barral / Peisa
- 1997 – La noche es virgen, Premio Herralde 1997; Anagrama
- 1998 – Yo amo a mi mami, Anagrama
- 2000 – Los amigos que perdí, Anagrama
- 2002 – La mujer de mi hermano, Planeta
- 2004 – El huracán lleva tu nombre, Planeta
- 2005 – Y de repente, un ángel, finalista del Premio Planeta 2005
- 2008 – El canalla sentimental, Planeta
- 2009 – El cojo y el loco, Planeta
- 2010 – Morirás mañana 1: El escritor sale a matar, Alfaguara
- 2011 – Morirás mañana 2: El misterio de Alma Rossi, Alfaguara
- 2012 – Morirás mañana 3: Escupirán sobre mi tumba
- 2014 – La lluvia del tiempo, Alfaguara